# 貝特堂

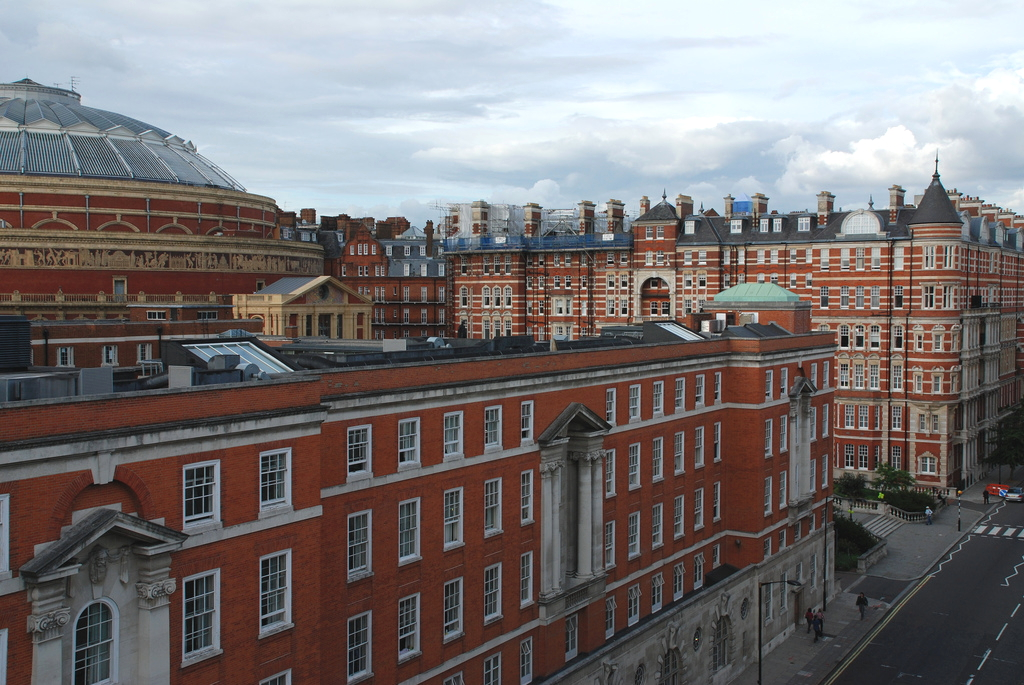
貝特堂

貝特堂（英語：Beit Hall）是帝國理工學院歷史最悠久的建築之一，建築得名於阿爾弗雷德·貝特。建築靠近皇家阿爾伯特音樂廳和自然史博物館，是一座II級登錄建築。在學期進行時，貝特堂是帝國理工學院的宿舍和學生會辦公地點。在放假時期，貝特堂則是國際會議中心和旅館。

## 外部連結
- Beit Hall Accommodation and Facilities （页面存档备份，存于）
- Official Imperial College Union site （页面存档备份，存于）
- Official Imperial College conferences page （页面存档备份，存于）
- Imperial College Union's Conferencing Website

51°30′00″N 0°10′41″W / 51.500°N 0.178°W